# Plocosperma buxifolium
Plocosperma buxifolium je jediný zástupce čeledi Plocospermataceae vyšších dvouděložných rostlin z řádu hluchavkotvaré (Lamiales). Je to stálezelený keř vyskytující se ve Střední Americe.

## Popis
Plocosperma buxifolium je dvoudomý stálezelený keř až nevelký strom s jednoduchými víceméně vstřícnými kožovitými listy bez palistů. Květy jsou jednopohlavné, 5-četné, lehce dvoustranně souměrné, v několikakvětých úžlabních květenstvích. V samčích květech je přítomen nefunkční semeník, v samičích květech jsou tyčinky, avšak nevytvářejí pyl. Kalich je poměrně drobný, kališní lístky jsou na bázi srostlé. Koruna je široce nálevkovitá, modrofialová až purpurová.
Tyčinek je 5, mají dlouhé nitky a jsou přirostlé ve spodní části korunní trubky. Semeník je svrchní, srostlý ze 4 plodolistů, s jedinou komůrkou a krátkou čnělkou nesoucí 4 bliznové laloky. V semeníku jsou 4 vajíčka. Plodem je dvouchlopňová tobolka obsahující 1 až 4 semena. Semena mají na jednom konci chomáč chlupů a jsou šířena větrem.

## Rozšíření
Druh se vyskytuje v jižním Mexiku a Guatemale, kde tvoří součást keřovité vegetace na úbočích kopců v nadmořské výšce 200 až 700 metrů.

## Taxonomie
Tento druh byl v historii taxonomie popsán 2x a vydal se tak na dvě různé cesty systémem: v roce 1876 jako Plocosperma buxifolium a v roce 1911 jako Lithophytum violaceum.
Rod Plocosperma byl řazen do čeledi toješťovité (Apocynaceae) nebo logániovité (Loganiaceae) v rámci řádu hořcotvaré (Gentianales). Rod Lithophytum byl řazen zprvu do čeledi lilkovité (Solanaceae) a později přeřazen do sporýšovitých (Verbenaceae).
V systému APG I byla monotypická čeleď Plocospermataceae ponechána nezařazená do řádu v rámci skupiny 'Euasterids I', v systému APG II je již zařazen do řádu hluchavkotvaré (Lamiales).
Někteří autoři dříve rozlišovali až 3 druhy tohoto rodu na základě rozdílů v listech a plodech a hustotě odění.